# جون إيني أوكون
جون إيني أوكون (بالإنجليزية: John Ene Okon) هو لاعب كرة قدم نيجيري في مركز الوسط، ولد في 15 مارس 1969 في كالابار في نيجيريا، وتوفي بنفس المكان في 15 مارس 2016. لعب مع أكوا يونايتد.

## وصلات خارجية
- جون إيني أوكون على موقع الاتحاد الدولي (مؤرشف)  (الإنجليزية)
- جون إيني أوكون على موقع قاعدة بيانات كرة القدم.إي يو (الإنجليزية)
- جون إيني أوكون على موقع ناشيونال فوتبول تيمز (الإنجليزية)